# Rozłącznik z bezpiecznikami
Rozłącznik z bezpiecznikami – zestaw kombinowany z bezpiecznikami, stanowiący odrębną grupę pod względem budowy od rozłączników bezpiecznikowych. W rozłącznikach bezpiecznikowych wkładki bezpiecznikowe tworzą część ruchomą rozłącznika, natomiast w rozłącznikach z bezpiecznikami bezpieczniki są połączone szeregowo z rozłączalnym mechanicznie urządzeniem. 
Rozłącznik z bezpiecznikami stosowany jest jeżeli system bezpiecznikowy nie posiada styków odpowiednich do operacji łączeniowych (np. bezpieczniki typu D, bezpieczniki cylindryczne, bezpieczniki z końcówkami pod śrubę) lub przewidywane jest, że będą one przeznaczone do obsługi przez osoby niewykwalifikowane. W takich urządzeniach za rozłączenie prądów pracy odpowiada niezależny napęd ręczny. Bezpieczniki przyłączone są szeregowo z łącznikiem i są dostępne tylko w warunkach bezprądowych i beznapięciowych.